# Julie Crisante
Julie Crisante ist eine US-amerikanische Schauspielerin und Filmschaffende.

## Leben
Crisante gab 2008 im Spielfilm The Way of Snow ihr Schauspieldebüt. Im Folgejahr hatte sie eine Episodenrolle in der Fernsehserie Human Prey und eine Besetzung im Kurzfilm A Crumbling Friend inne. Für den Kurzfilm schrieb sie außerdem das Drehbuch. 2010 folgten Besetzungen im Kurzfilm Since und im Spielfilm Embers of the Sky. Nach mehreren Jahren Abstand vom Filmschauspiel war sie 2017 in der Rolle der Cara O'Nightly im Film The Jurassic Dead – Terror aus der Urzeit zu sehen. 2018 verfasste sie das Drehbuch für den Film Curse of the Black Lagoon. Zusätzlich übernahm sie die Rolle der Agentin Carla. 2020 spielte sie im Film Sleeper Agent mit. Im selben Jahr erschien der Film Unfollower als Video-on-Demand, für den sie als Drehbuchautorin, Filmregisseurin und Hauptdarstellerin in der Rolle der Jo Kelley mitwirkte. Am 24. August 2021 erschien der Film im Videoverleih. 2023 stellte sie im Katastrophen-Actionfilm DC Down – Washington in Flammen die Rolle der Chief Emily Swanson dar.
Seit dem 14. Dezember 2013 ist sie mit Johnathan Aguero verheiratet. Die beiden haben zwei gemeinsame Kinder.

## Filmografie (Auswahl)

### Schauspiel
- 2008: The Way of Snow
- 2009: Human Prey (Fernsehserie, Episode 1x03)
- 2009: A Crumbling Friend (Kurzfilm)
- 2010: Since (Kurzfilm)
- 2010: Embers of the Sky
- 2017: The Jurassic Dead – Terror aus der Urzeit (Z/Rex: The Jurassic Dead)
- 2018: Owl Hoot Trail (Kurzfilm)
- 2018: Curse of the Black Lagoon
- 2019: Americans in Paris (Miniserie)
- 2020: Sleeper Agent
- 2020: Unfollower
- 2022: Still Pitching
- 2023: DC Down – Washington in Flammen (DC Down)

### Filmschaffende
- 2009: A Crumbling Friend (Kurzfilm; Drehbuch)
- 2018: Curse of the Black Lagoon (Drehbuch)
- 2020: Unfollower (Drehbuch, Regie)